# Redick Tower
La Redick Tower, operada desde 2011 como Hotel Deco XV, es un edificio de once pisos ubicado en 1504 Harney Street de la ciudad de Omaha, la más poblada del estado de Nebraska (Estados Unidos). El edificio está incluido en el Registro Nacional de Lugares Históricos.
Fue diseñado en estilo art déco por el arquitecto de Omaha Joseph G. McArthur. Llevaba el nombre de la familia Redick, que había sido uno de los colonos pioneros de Omaha, que llegó en 1856 y que era propietaria del terreno en el que se construyó el edificio. Tal como se diseñó, albergaba un local comercial en el primer piso, estacionamiento interior y garaje para hasta 500 automóviles en los siete pisos inferiores, y espacio de oficinas en la torre sobre los niveles de estacionamiento.
La Redick Tower fue construida para Garrett y Agor, Inc., que la administró hasta mediados de la década de 1930, cuando fue comprada por Redick Tower Corporation. En 1943, fue comprado por el inversionista de Omaha Walter Duda, quien lo mantuvo hasta 1973, cuando fue adquirido por Parking Corporation of America, con sede en Denver. Posteriormente fue operado como un Radisson Hotel "considerado entre los mejores de Omaha" y luego como el Best Western Redick Plaza Hotel hasta que cerró en 2009.
En 2010, fue comprado por White Lotus Group, que lo abrió al año siguiente como Hotel Deco XV. El grupo es parte del White Lotus Conglomerate, dirigido por la familia del empresario Vijaykumar Naidu, más conocido en India como Kalki Bhagwan.
En 1984, el edificio fue incluido en el Registro Nacional de Lugares Históricos. Su importancia histórica se atribuyó a su original diseño urbano multifuncional, que combina el espacio comercial, de oficinas y de estacionamiento en un solo edificio; ya que es "uno de los principales ejemplos de Nebraska" del estilo Art Deco.